# چارلز ادوارد وب جونز
چارلز ادوارد وب جونز (انگلیسی: Edward Jones; ۲۵ سپتامبر ۱۹۳۶ – ۱۴ مهٔ ۲۰۰۷) سیاست‌مدار اهل بریتانیا بود. وی همچنین برندهٔ جوایزی همچون نشان حمام، نشان سلطنتی ویکتوریایی و نشان امپراتوری بریتانیا شده‌است.